# Phylloxiphia karschi
Phylloxiphia karschi là một loài bướm đêm thuộc họ Sphingidae. Nó được tìm thấy ở Cameroon, Gabon, Cộng hòa Dân chủ Congo và Uganda.